# ブエノスアイレス日本庭園

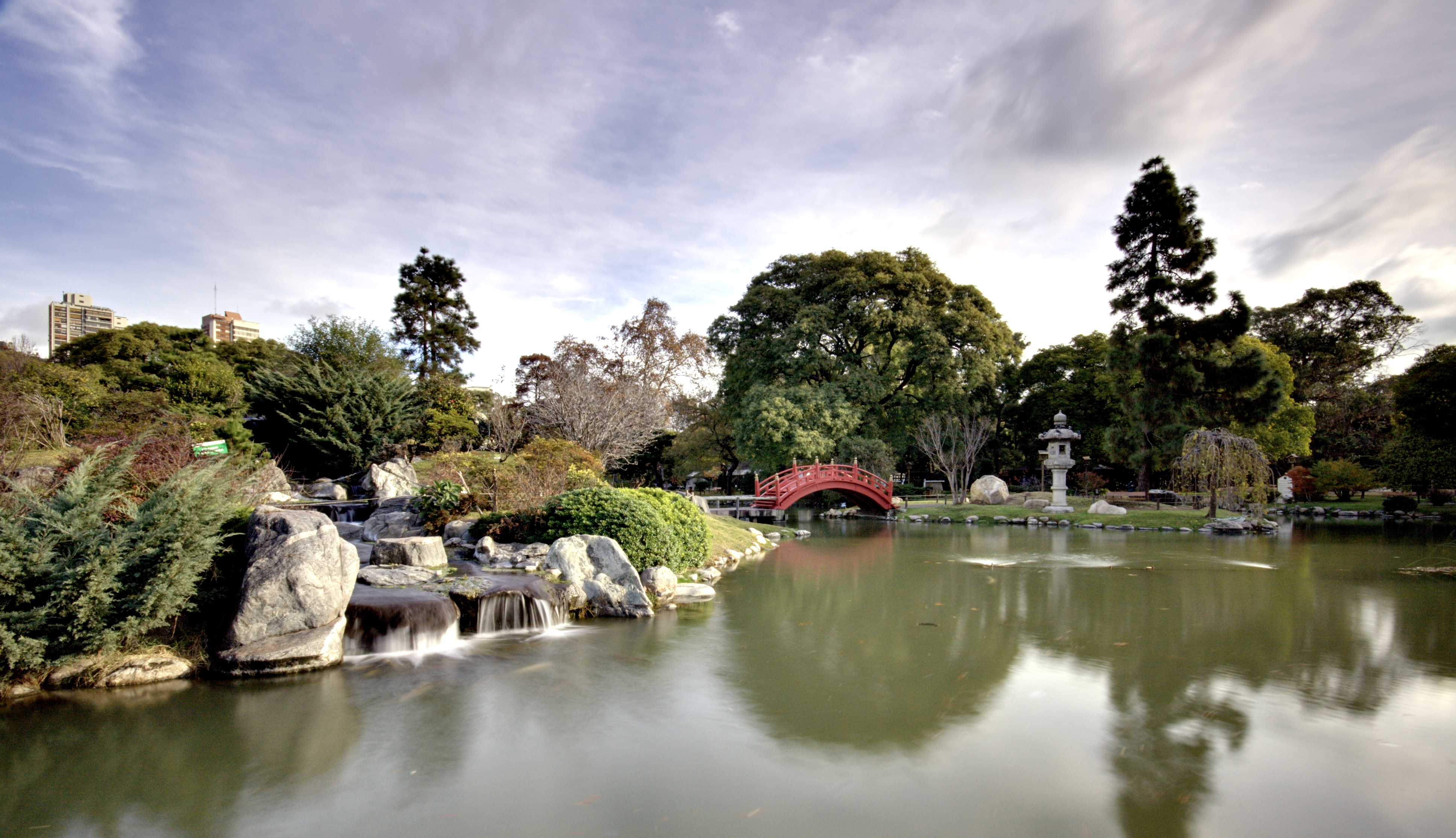

ブエノスアイレス日本庭園（西: Jardín Japonés de Buenos Aires）は、アルゼンチン共和国ブエノスアイレス市パレルモ地区にある池泉回遊式の日本庭園。1967年開園。面積25,000㎡。
庭園の中央には池があり、コイが泳いでいる。池には神橋（Puente de Dios）や八つ橋（Puente Truncado）といった橋が架けられており、島には日本の薬用植物が育っている。庭園にはサクラ・カツラ・イロハモミジ・ツツジなどといった日本の樹木のほか、ローズウッドやトックリキワタといった南米の樹木が植えられている。また、日本の鐘や石灯籠、茶室が配されている。
庭園には文化センターや日本食レストラン、温室、売店などが併設されている。温室は盆栽のコレクションで有名であり、売店で販売されているアジアの植物の種は庭園の庭師が手塩にかけたものである。このほか仏教寺院や研究所があり、文化活動の拠点となっている。

## 歴史
ブエノスアイレス日本庭園造成は当初アルトゥーロ・ウンベルト・イリア大統領政権（1963-1966年）から要望があったが、フアン・カルロス・オンガニーア大統領政権期の1967年、日本の皇太子・同妃（明仁・美智子）のアルゼンチン訪問を記念する目的で現地の日本人移民団体が造成を決定した。パレルモの森（公式には2月3日公園）の一角が提供され、1か月余りの工事で完成、ブエノスアイレス市へ寄贈された。
その後日本庭園は管理不備により荒廃していたが、1978年に在亜日本人会の創立60周年記念事業として大規模な改修、拡張が企画された。
造園一切を在亜日本人会が担当、ブエノスアイレス市公園課が工事に必要な労働力や樹木、草花を提供すること、さらに、園内売店の収益を庭園の維持費にあてることを市が日本人会に許可することが合意された。
1969年にエスコバール市の日本庭園を手掛けた造園技師の猪又康夫の設計・監督のもと、78年7月に鍬入れ式が行われ、現地の日系社会全体の協力のもと翌79年9月に完成した。
完成には現地日本人移民社会の多大な協力があった。多額の造園資金のなかでもっとも大きな割合を占めたのは大阪万博協会からの助成金で、その次が世界救世国際友好親善財団からのものだった。日系社会全体から集められたボーノ（くじ引き協力券）の売り上げ金と寄付も期待通りの金額に達したが、在アルゼンチン日本企業からの寄付が目標額に届かず、資金計画に困難をきたしたことが、現地の邦字新聞に掲載された造園関係者の座談会で言及されている。完成2か月前の資金難にあたっては、当時の日本人会理事共同保証のもとに銀行融資を受けた。
庭園内の茶亭（文化会館）の設計は、伊勢神楽殿、国立能楽堂を手掛けた伝統建築の大江宏建設事務所に依頼された。また庭園内には「日本移民　汗の碑」と記された石碑が設置されているが、この石は川底にあったため長い間水に洗われ汗が流れたような自然な跡が残っていた。太鼓橋や正門は、神社専門の宮大工でボリビアから転住してきた宮脇等が手掛けた。庭園の最後の仕上げである芝張りは、日系人を中心とするボランティア作業によるものである。
開園式は1979年の「春の日」（10月）に挙行された。オスバルド・カチャトーレ市長、大和田渉大使、軍部代表、ブエノスアイレス近郊や地方の日系団体代表、造園に協力した一般日系人多数が参加した。市長、大使、在亜日本人会会長による園田直外務大臣揮毫の「日本移民　汗の碑」除幕式、宇野日本人会会長によるブエノスアイレス市への寄贈の挨拶、さらに市当局から造園の功労者（宮園三郎建設委員長、玉城源五郎副委員長、酒井アルベルト、森田ルイス、広瀬哲也各委員、小林恒治準備委員長、久木テルモ、猪又康夫各氏）に感謝状が贈られた。
1989年以降、亜日文化財団が管理運営を行なっている。